# Adriaan la Rivière

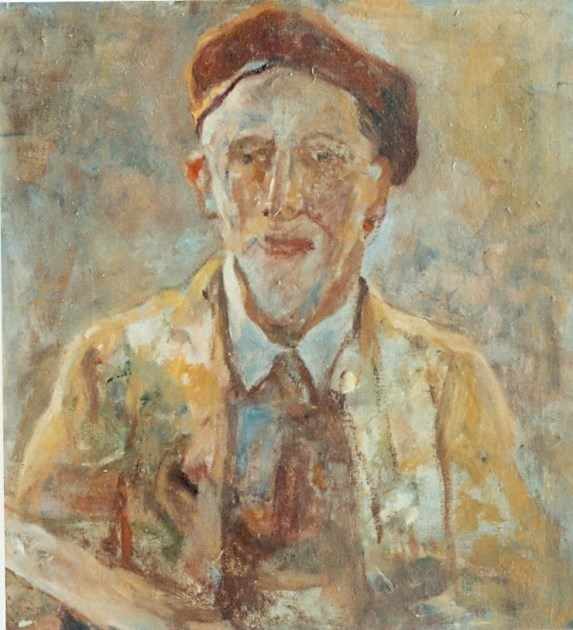
Adriaan la Rivière Selbstporträt (um 1920)

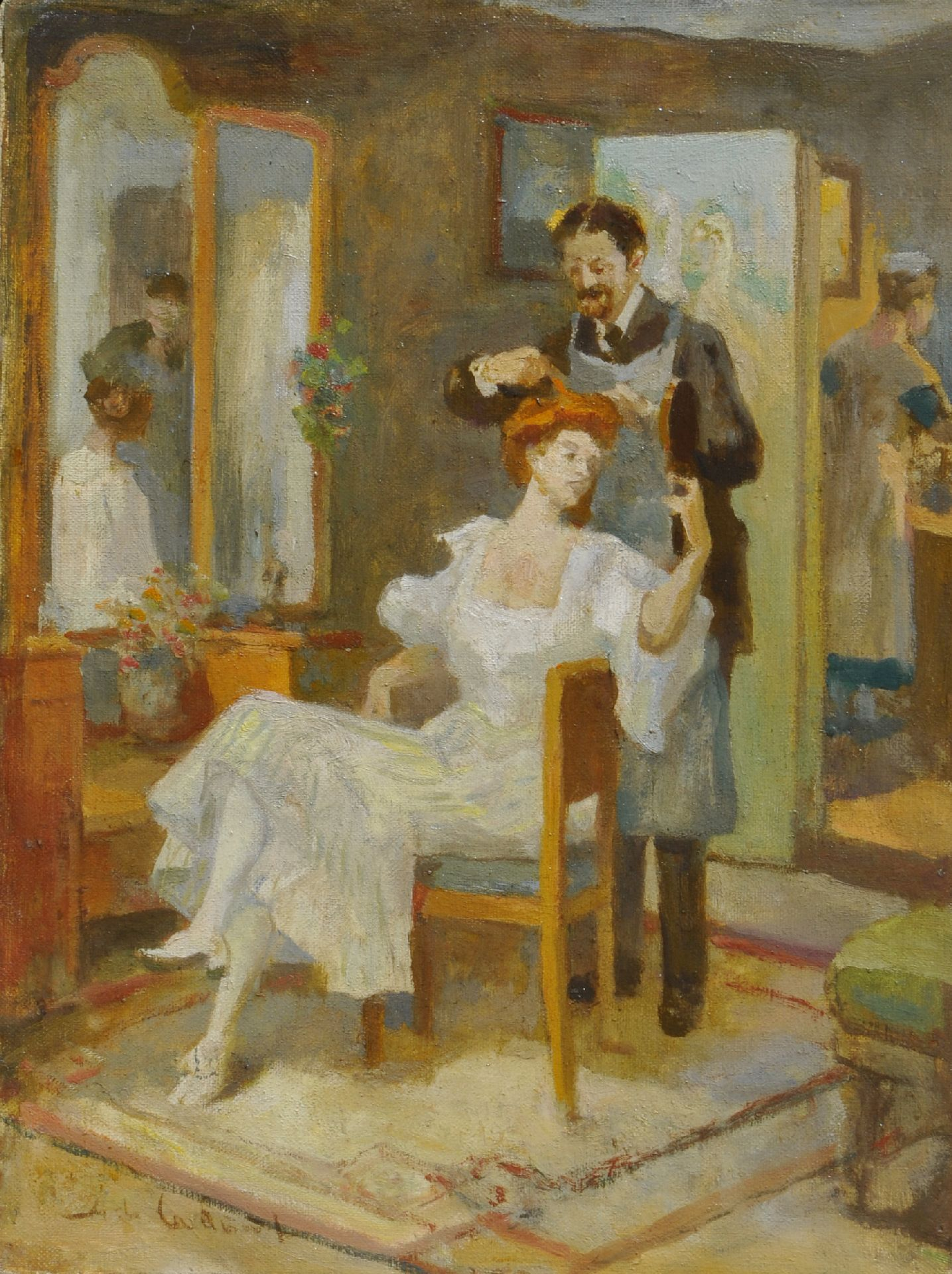
Friseurbesuch (um 1920)

Adriaan la Rivière (* 5. April 1857 in Rotterdam; † 27. April 1941 ebenda) war ein niederländischer Genremaler.
Riviėre  begann seine künstlerische Ausbildung an der Academie voor Beeldende Kunsten Rotterdam und studierte weiter ab dem 18. Oktober 1878 mit einem Stipendium an der Akademie der Bildenden Künste München.
Nach dem Studium kehrte er nach Rotterdam zurück und widmete sich der Genremalerei. Er signierte seine Werke mit „A. la Rivière“. Er malte, aquarellierte und zeichnete Genreszenen, Stadtlandschaften, Figurenstücke und Stillleben. 1897 erhielt er eine Königliche Auszeichnung für Moderne Malerei.
Er lebte und arbeitete in Rotterdam, München 1878, Amsterdam 1887, Den Haag nach 1893, Leur 1898–1899, München 1899–1900.
Zu seinen Schülern gehörten Robert-Jan Van der Borden, A. Broer, Meeuwis van Buuren und Elisabeth Johanna Goddard.
Von 1881 bis 1900 nahm er an Ausstellungen in Amsterdam, Rotterdam und Den Haag usw. teil.
Zwischen 1894 und 1896 war er Vorstandsmitglied des „Kunstkrings“.